# Нурмучаш (Новотор'яльський район)
Нурмуча́ш (рос. Нурмучаш, марій. Нурмучаш) — присілок у складі Новотор'яльського району Марій Ел, Росія. Входить до складу Старотор'яльського сільського поселення.

## Населення
Населення — 16 осіб (2010; 15 у 2002).
Національний склад (станом на 2002 рік):
- марійці — 87 %